# Здравствени центар Сурдулица
Здравствени центар Сурдулица  је здравствена установа у систему здравства Србије и друга по величини здравствена установа на подручју Пчињског управног округа  која обавља делатност дома здравља и опште болнице, у складу са законом и уредбама Републике Србије. У њему се поред примарне здравствене заштите обавља и специјалистичко-консултативна и болничка здравствена делатност за општине Сурдулица, Босилеград и Владичин Хан, и остале становнике Пчињског округа по потреби. Здравствени центар Сурдулица у свом саставу има две организационе јединице: ОЈ Дом здравља Сурдулица и ОЈ Општа болница Сурдулица.

## Положај и надлежност
Здравствени центар се налази у Улици Српских владара 111, у Сурдулици градском насељу смештеном у котлини окруженој планинама: Чемерник, Варденик и Кукавица. Административно припада општини Сурдулица која је у  саставу Пчињског управног округа.
Према попису из 2011. здравствене услуге овог центра користило је 10.888 становника, из насеља Алакинце, Бацијевце, Бело Поље, Биновце, Битврђа, Божица, Власина, Округлица, Власина Рид, Власина,   Стојковићева, Вучаделце, Горња Козница, Горње Романовце, Грознатовци, Дањино Село, Дикава, Доње Романовце, Драјинци, Дуги Дел, Дугојница, Загужање, Јелашница, Калабовце, Кијевац, Клисура, Колуница, Кострошевци, Лескова,  Бара, Масурица, Мачкатица, Ново Село, Паља, Рђавица, Стајковце, Стрезимировци, Сувојница, Сурдулица, Сухи Дол, Топли До, Троскач, Ћурковица.

## Историја
Зачетником здравства у Сурдулици сматра се др Чеда Арнаутовић из Ниша који је у овом граду радио до 1914. године, када одлази у Први светски рат. До завршетка Првог светског рата Сурдулица није имала лекара.
По завршетку Првог светског рата у Сурдулицу долазе два лекара, др Рајк Хајм и др Корненштајн и раде у Сурдулици наредне 3 године. Прву школовану бабицу, Милеву Момчиловић. Сурдулица је добила 1922. година а од  1923. до 1926. године у Сурдулицу долази и као срески лекар ради др Бранислав Станојевић, који је у међувремену завршио специјализацију и докторирао у Прагу (1924-1925). По одласку у Београд постављен је за асистента на Клиници проф. Александра Радосављевића, затим на Клиници проф. Александра Игњатовског, да би потом био изабран за доцента, професора и управника задружне Прве и Друге интерне клинике (касније Клиника А) у Београду.
Оснивање Дома здравља
Дом здравља у Сурдулици – Белом Пољу, по одлуци Среског народног одбора формиран је 1952. године Он је у свом саставу имао стационар до 40 кревета и породилиште са 12 кревета.
Нова зграда Дома народног здравља у Сурдулици сазидан је 1957. године. У њему су смештене све службе Дома са стационаром и породилиштем, које су до тада биле у насељу Бело Поље
Дечији диспанзер у коме је радио лекар са курсом из педијатрије. основан је је у Сурдулици 1959. године, а убрзо су  отворене и амбуланте у Мачкатици и Јелашници.  Исте године при Дому здравља основане је Служба хитне медицинске помоћи.
Када се указала потреба да Сурдулица добије установе вишег нивоа Решењем Министарства здравља, формиран је Медицински центар ''Милентије Поповић'', 1968. године. Те године сазидано је ново Хируршко и гинеколошко одељење и просторије за лабораоторију и станицу за трансфузију крви.
Здравствени центар у Сурдулици основан је 21.марта 1997. године, са две организационе јединице:
- ОЈ Општа болница Сурдулица
- ОЈ Дом здравља Сурдулица.

## Делатност
Здравствени центар Сурдулица пружа здравствену заштиту лицима свих узраста оболелих од разних врста заразних незаразних и специфичних болести, и обављања стационарне и специјалистичко-консултативне делатности, у оквиру којих:
- Прати здравствено стање становништва и здравствену заштиту у областима за које је основана и преузима и предлаже мере за њихо унапређење;
- Прати и спроводи методе и поступке превенције, дијагностике, лечења и рехабилитације засноване на доказима, а нарочито утврђене стручно-методолошким протоколима;
- Обезбеђује услове за стручно усавршавање запослених и унапређује организацију и услове рада;
- Спроводи мере ради спречавања нежељених компликација и последица при пружању здравствене заштите, као и мере опште сигурности за време боравка грађана у здравственој установи и обезбеђује сталну контролу спровођења ових мера;
- Организује и спроводи мере у случају елементарних и других већих непогода а у оквиру својих делатности врши послове одбране земље који се односе на планирање, организовње, припремање и оспособљавање за рад у случају ратног и ванредног стања и одговорна је за вршење услуга из делатности за коју је регистрована,на нивоу утврђеном плановима одбране и одлукама надлежних органа;
- Организује и спроводи стручно усавршавање здравствених радника, здравствених сарадника и осталих запослених ради унапређења квалитета стручног рада и унутрашнњу проверу тих мера ;
- Организује и спроводи мере сталног унапређења квалитета стручног рада и спроводи његову унутрашњу проверу;
- Спроводи мере ради спречавања нежељених компликација и последица при пружању здравствене заштите, као и мере опште безбедности за време боравка грађана у Општој болници и обезбеђује сталну контролу ових мера.

## Организација рада
У здравственом центру Сурдулица, као јединственој, функционалној и радној целини организован је:
- пријем и збрињавање ургентних стања,
- лабораторијска дијагностика обрада пацијената,
- радиолошка и друга дијагностика,
- специјалистичко-консултативна прегледи из области интерне медицине и психијатрије (заштите менталног здравља),
- стационарно лечење и рехабилитацији пацијената,
- апотекасрка делатнос преко болничке апотеке.

## Организационе јединице Здравственог центра
Здравствени центар Сурдулица у свом саставу има следеће органозационе јединице:
- ОЈ Дом здравља
- ОЈ Општа болница
- Заједничке службе

### ОЈ Дом здравља
Служба опште медицине са хитном медицинском помоћи и кућним лечењем
Ова служба у свом саставу има једно одељење и два одсека:
- Одељење општа медицина
- Одсек за хитну медицинску помоћ
- Одсек за кућно лечење

Служба опште медицине према територијалној организацији у свом саставу има:   
- Здравствене станице: Јелашница, Власина Округлица и Клисура
- Здравствене амбуланте: Власина Рид и Божица
- Огранак опште медицине: у Белом Пољу - Медицина рада.

Служба за здравствену заштиту жена и деце (са поливалентном патронажом)
Ова служба у свом саставу има:
- одсек за здравствену заштиту жена
- одсек за здравствену заштиту предшколске деце
- одсек за здравствену заштиту школске деце
- одсек поливалентна патронажа

Служба за стоматолошку здравствену заштиту
Ова служба у свом саставу има:
- одсек стоматологије за одрасле
- одсек дечје и превентивне стоматологије
- одске стоматолошке протетике
- одсек ортопедије вилица

Возни парк

### ОЈ Општа болница Сурдулица

#### Служба за интерну медицину
- интерно одељење
- одсек коронарна јединица
- кабинет за ендокринологију
- кабинет за гастроентерологију
- кабинет за ултразвучну дијагностику
- консултативно специјалистичка амбуланта

#### Служба за педијатрију
- дечје одељење
- бокс (кабинет) за неонатологију - породилиште

#### Служба за хирургију и анестезиологију
- хируршко одељење
- одсек за анестезиологију и реанимацију
- интензивна нега
- консултативно специјалистичка амбуланта

#### Служба за гинекологију и акушерство
- акушерско одељење
- гинеколошко одељење
- гинеколошка амбуланта
- ултразвучна дијагностика

#### Поликлиничка служба
Поликлиничка служба у свом саставу има једно одељење (са три одска и кабинетом), три одсека и шест специјалистичких ординације:
1. Одељење дијагностике
- биохемијска лабораторија - одсек
- радиолошка и ЕХО дијагностика - одсек
- патолошка анатомија - кабинет

2. Одсек трансфузиологије
3. Одсек физикална медицина и рехабилитација
4. Одсек болничка апотека
5. Специјалистичке ординације
- уролошка специјалистичка ординација
- оториноларинголошка ординација
- психијатријска специјалистичка ординација
- неуролошка специјалистичка ординација
- офталмолошка специјалистичка ординација
- дерматовенеролошка амбуланта

### Заједниче службе Здравственог центра Сурдулица
Служба за правне послове
- одељење за правне послове, јавне набавке, заштиту на раду и план
- одељење за економско-финансијске послове
- референт пријема и отпуста и дијететичар

Служба за техничке и друге сличне послове
- одсек централна кухиња
- одсек вешерај и пегларница
- одсек техничко одржавање и ложачи
- портири и централа
- возачи - одељење

## Резултати рада

### ОЈ Општа болница
Годишње се у ОЈ Општој болници:
- у 145 постеља, хоспитализује око 4.000 лица,
- обави око  186.642 хируршких и гинеколошких интервенција (са операцијама) и
- више од 79.000 специјалистичких прегледа,  уз примену мултислајсног скенера, аналогно-дгиталног мамографа, дигиталног рендгена, колор доплер ултразвучних апарата и др.

| Капацитет и коришћење Опште болнице Сурдулица у 2015. години. | Капацитет и коришћење Опште болнице Сурдулица у 2015. години. | Капацитет и коришћење Опште болнице Сурдулица у 2015. години. | Капацитет и коришћење Опште болнице Сурдулица у 2015. години. | Капацитет и коришћење Опште болнице Сурдулица у 2015. години. | Капацитет и коришћење Опште болнице Сурдулица у 2015. години. |
| Број постеља                                                  | Број исписаних болесника                                      | Број дана лечења                                              | Просечна дужина лечења (дани)                                 | Просечна дневна заузетост постеља (%)                         | Обрт болничких постеља                                        |
| ------------------------------------------------------------- | ------------------------------------------------------------- | ------------------------------------------------------------- | ------------------------------------------------------------- | ------------------------------------------------------------- | ------------------------------------------------------------- |
| 145                                                           | 4.372                                                         | 25.653                                                        | 5,9                                                           | 48,5                                                          | 30,2                                                          |

### ОЈ Дом здравља
У Дому здравља се годишње обави око 160.000  прегледа и пружи око 132.000 разних медиицинских услуга.

## Кадровска структура
У Здравственом центру  је запослено 313 радника, од којих је:
- 240 здравствених  радника. од којих је  71 лекара, 5 здравствених сарадника, 150 медицинских сестара и техничара, и 14 здравствених са вишом стручном спремом.
- 73 немедицинских радника.